# Rajd Dolnośląski 2018
52. Rajd Dolnośląski a właściwie 52. Rajd Dolnośląski - Hotel Zieleniec – 52. edycja Rajdu Dolnośląskiego. To rajd samochodowy, który był rozgrywany od 19 do 20 maja 2018 roku. Bazą rajdu było miasto Duszniki-Zdrój. Była to druga runda rajdowych samochodowych mistrzostw Polski w roku 2018 i trzecia runda historycznych rajdowych samochodowych mistrzostw Polski w sezonie 2018. W sezonie 2018 był to rajd drugiej kategorii (tzw. jednoetapowy), gdzie punktacja była następująca od 25 punktów za zwycięstwo i oddzielne punkty za odcinek Power Stage. Organizatorem rajdu był Automobilklub Ziemi Kłodzkiej.
Zwycięzcą rajdu został Jakub Brzeziński "Colin", który wygraną zapewnił sobie na ostatnim odcinku rajdu, drugie miejsce zajął Grzegorz Grzyb. Na mecie obie załogi dzieliło jedynie 0,3 sekundy. To najmniejsza różnica w historii RSMP. Trzecie miejsce zajął Tomasz Kasperczyk. Wszystkie trzy pierwsze załogi prowadziły samochody Škoda Fabia R5. Rajdu nie ukończyli Mikołaj Marczyk i Szymon Gospodarczyk, którzy wypadli z trasy na ósmym odcinku specjalnym, do tego OS-u zajmowali trzecią pozycję. Także Dariusz Poloński i Łukasz Sitek nie ukończyli rajdu, odpadli na dziewiątym OS-ie, Filip Nivette nie dojechał na trzecim OS-ie i Zbigniew Gabryś na czwartym.  

## Lista startowa[6]
Poniższa lista spośród 51 zgłoszonych zawodników obejmuje tylko zawodników startujących w najwyższej klasie 2 samochodami grupy R5 i wybranych zawodników startujących w klasie Open N.   
| Nr. | Zespół                         | Kierowca            | Pilot               | Samochód          | Klasa  |
| --- | ------------------------------ | ------------------- | ------------------- | ----------------- | ------ |
| 1   | Grzegorz Grzyb                 | Grzegorz Grzyb      | Robert Hundla       | Škoda Fabia R5    | 2      |
| 2   | Škoda Polska Motorsport        | Mikołaj Marczyk     | Szymon Gospodarczyk | Škoda Fabia R5    | 2      |
| 3   | Rallytechnology                | Zbigniew Gabryś     | Artur Natkaniec     | Ford Fiesta R5    | 2      |
| 4   | Tiger Energy Drink Rallye Team | Tomasz Kasperczyk   | Damian Syty         | Ford Fiesta R5    | 2      |
| 5   | Filip Nivette                  | Filip Nivette       | Kamil Heller        | Ford Fiesta Proto | Open N |
| 6   | Go+Cars Atlas Ward             | Jakub Brzeziński    | Kamil Kozdroń       | Škoda Fabia R5    | 2      |
| 7   | Jarosław Kołtun                | Jarosław Kołtun     | Ireneusz Pleskot    | Ford Fiesta R5    | 2      |
| 8   | Łukasz Byśkiniewicz            | Łukasz Byśkiniewicz | Maciej Wisławski    | Hyundai i20 R5    | 2      |
| 9   | Rallytechnology                | Dariusz Poloński    | Łukasz Sitek        | Ford Fiesta R5    | 2      |
| 12  | Damian Łata                    | Damian Łata         | Marcin Roik         | Ford Fiesta Proto | Open N |

## Zwycięzcy odcinków specjalnych[7]
| Dzień   | Numer odcinka | Nazwa odcinka            | Długość  | Zwycięzca odcinka | Samochód       | Czas   | Lider rajdu      |
| ------- | ------------- | ------------------------ | -------- | ----------------- | -------------- | ------ | ---------------- |
| 19 maja | Od. testowy   | Duszniki Arena           | ? km     | Jakub Brzeziński  | Škoda Fabia R5 |        |                  |
| 19 maja | OS1           | Lądek-Zdrój              | 12,40 km | Grzegorz Grzyb    | Škoda Fabia R5 | 6:06.5 | Grzegorz Grzyb   |
| 19 maja | OS2           | Opolnica                 | 9,30 km  | Mikołaj Marczyk   | Škoda Fabia R5 | 4:52.5 | Grzegorz Grzyb   |
| 19 maja | OS3           | Duszniki Arena - A       | 11,15 km | Mikołaj Marczyk   | Škoda Fabia R5 | 8:19.6 | Grzegorz Grzyb   |
| 19 maja | OS4           | Lądek-Zdrój              | 12,40 km | Grzegorz Grzyb    | Škoda Fabia R5 | 6:04.2 | Grzegorz Grzyb   |
| 19 maja | OS5           | Opolnica                 | 9,30 km  | Mikołaj Marczyk   | Škoda Fabia R5 | 4:47.7 | Grzegorz Grzyb   |
| 19 maja | OS6           | Duszniki Arena - A       | 11,15 km | Grzegorz Grzyb    | Škoda Fabia R5 | 8:16.4 | Grzegorz Grzyb   |
| 20 maja | OS7           | Duszniki Arena - B       | 12,12 km | Jakub Brzeziński  | Škoda Fabia R5 | 8:49.6 | Grzegorz Grzyb   |
| 20 maja | OS8           | Rogówek                  | 8,30 km  | Jakub Brzeziński  | Škoda Fabia R5 | 4:43.2 | Grzegorz Grzyb   |
| 20 maja | OS9           | Duszniki Arena - B       | 12,12 km | Grzegorz Grzyb    | Škoda Fabia R5 | 8:43.4 | Grzegorz Grzyb   |
| 20 maja | OS10          | Rogówek                  | 8,30 km  | Jakub Brzeziński  | Škoda Fabia R5 | 4:38.4 | Grzegorz Grzyb   |
| 20 maja | OS11          | Złoty Stok (Power Stage) | 12,65 km | Jakub Brzeziński  | Škoda Fabia R5 | 6:12.6 | Jakub Brzeziński |

### Power Stage - OS11[8]
| Miejsce | Kierowca            | Pilot            | Samochód       | Czas/strata | Punkty |
| ------- | ------------------- | ---------------- | -------------- | ----------- | ------ |
| 1       | Jakub Brzeziński    | Kamil Kozdroń    | Škoda Fabia R5 | 1:11:50.2   | 5      |
| 2       | Grzegorz Grzyb      | Robert Hundla    | Škoda Fabia R5 | +2.9        | 4      |
| 3       | Tomasz Kasperczyk   | Damian Syty      | Ford Fiesta R5 | +13.7       | 3      |
| 4       | Jarosław Kołtun     | Ireneusz Pleskot | Ford Fiesta R5 | +18.6       | 2      |
| 5       | Łukasz Byśkiniewicz | Maciej Wisławski | Hyundai i20 R5 | +28.9       | 1      |

## Wyniki końcowe rajdu[9]
W klasyfikacji generalnej dodatkowe punkty przyznawane są za odcinek Power Stage.
| Miejsce | Kierowca             | Pilot              | Samochód               | Czas      | Strata  | Grupa Klasa | Punkty |
| ------- | -------------------- | ------------------ | ---------------------- | --------- | ------- | ----------- | ------ |
| 1       | Jakub Brzeziński     | Kamil Kozdroń      | Škoda Fabia R5         | 1:11:50.2 | -       | 2           | 25+5   |
| 2       | Grzegorz Grzyb       | Robert Hundla      | Škoda Fabia R5         | 1:11:50.5 | +0.3    | 2           | 18+4   |
| 3       | Tomasz Kasperczyk    | Damian Syty        | Ford Fiesta R5         | 1:13:01.1 | +1:10.9 | 2           | 15+3   |
| 4       | Jarosław Kołtun      | Ireneusz Pleskot   | Ford Fiesta R5         | 1:14:09.4 | +2:19.2 | 2           | 12+2   |
| 5       | Łukasz Byśkiniewicz  | Maciej Wisławski   | Hyundai i20 R5         | 1:15:48.9 | +3:58.7 | 2           | 10+1   |
| 6       | Marcin Słobodzian    | Grzegorz Dachowski | Subaru Impreza STi N15 | 1:15:50.7 | +4:00.5 | Open N      | 8      |
| 7       | Kacper Wróblewski    | Jacek Spentany     | Peugeot 208 R2         | 1:17:17.8 | +2:44.4 | 4           | 6      |
| 8       | Jacek Jurecki        | Michał Trela       | Peugeot 208 R2         | 1:17:22.8 | +5:32.6 | 4           | 4      |
| 9       | Sławomir Strychalski | Paweł Pochroń      | Nissan 350Z            | 1:19:40.9 | +7:50.7 | Open 2WD+   | 2      |
| 10      | Paweł Krysiak        | Krystian Pachuta   | Ford Fiesta R200       | 1:20:01.6 | +8:11.4 | Open 2WD+   | 1      |

## Wyniki po 2 rundach
Kierowcy
|   | Msc. | Kierowca          | Punkty |
| - | ---- | ----------------- | ------ |
| 1 | 1    | Jakub Brzeziński  | 52     |
| 1 | 2    | Grzegorz Grzyb    | 50     |
| 2 | 3    | Tomasz Kasperczyk | 28     |
| 2 | 4    | Jarosław Kołtun   | 23     |
| 2 | 5    | Mikołaj Marczyk   | 20     |